# Cyriaque d'Ancône
Cyriaque d'Ancône ou Ciriaco de' Pizzicolli (Ancône, 1391 - Crémone, 1452) est un marchand, antiquaire et humaniste italien, un voyageur et un épigraphiste grâce auquel sont parvenues des copies de nombreuses inscriptions grecques et latines perdues depuis son époque.
Il a été appelé « le père de l'archéologie ». Il est le premier « savant » à redécouvrir des sites grecs antiques prestigieux tels que Delphes, l'Acropole d'Athènes, le Parthénon, Apollonia d'Illyrie, Butrint, Érétrie ou Nicopolis d'Épire; en 1440, il fit l'ascension de la grande pyramide jusqu'au sommet et rapporta la nouvelle de l'existence de ce monument et des hiéroglyphes égyptiens en Europe.

## Biographie

### Famille
La famille des Pizzicolli est attestée à Ancône dès le XIVe siècle. Cyriaque était le fils de Filippo di Pizzicolli, peut-être un marchand de cette ville. Filippo mourut quand son fils avait neuf ans. Celui-ci portait le prénom de son grand-père maternel : Ciriaco Selvatici, commerçant peut-être originaire de Padoue. Certaines sources font de Ciriaco Selvatici un descendant de Matteo Selvatico, médecin de Salerne et proche de Charles II d'Anjou. Quant à Ciriaco Selvatici, il aurait fréquenté la cour de Charles III de Naples. La mère de Cyriaque était Massiella (diminutif de Thomasia) Selvatici. Cyriaque avait une sœur cadette.
Après la mort de son père, Cyriaque, âgé de neuf ans, fit un voyage à Padoue avec son grand-père Ciriaco au printemps 1401. De retour dans sa ville natale, il commença son éducation chez un maître qui lui apprit à lire et écrire. Cependant, dès 1402, il repartit pour un long voyage avec son grand-père vers le sud de la péninsule par Chieti et Teano pour atteindre Naples. Ils se dirigèrent ensuite vers Salerne, Amalfi et Tropea. Tandis que le grand-père se dirigeait pour son commerce vers Maida, il laissa son petit-fils à un ami à Squillace afin qu'il fît son éducation. Il aurait alors appris la grammaire et le latin : en un an, il était capable de traduire la Bible en vers italiens. Il aurait peut-être alors commencé à avoir des rudiments de grec. En 1404, les deux Cyriaque remontèrent à Ancône par Naples. Le jeune Cyriaque, alors âgé de 14 ans entra dans une carrière commerciale.
En 1430 ou au début de 1431, Cyriaque d'Ancône passait l'hiver à Andrinople. Il y résidait pour ses activités commerciales (achat de cire, car Ancône fabriquait toutes les bougies des États pontificaux, et tapis) ; et pour lui-même car il s'y trouvaient des manuscrits pillés à Thessalonique tout juste conquise. Il y apprenait aussi le grec ancien avec un grammairien grec Boles, à partir de L'Iliade et Les Travaux et les jours. Ce fut alors qu'il s'acheta une esclave (puella) grecque épirote nommée Chaonia. Elle avait été capturée lors d'une razzia ottomane dans la région. Elle allait être ensuite certainement et sa domestique et sa concubine. À Ancône, qui protégeait les biens des propriétaires d'esclaves en punissant ceux qui s'enfuyaient, ceux qui les aidaient à s'enfuir et ceux qui les séduisaient, Cyriaque fit baptiser (catholique) Chaonia (qui était orthodoxe) qui prit le prénom de Clara. Il l'appelait cependant « Koré » (jeune fille en grec). Plus tard au cours de sa vie, il affranchit son esclave mais elle resta avec lui. Elle figure sur la pierre tombale qu'il avait prévu pour eux deux même si, mort de la peste à Crémone, il ne fut pas enterré à ses côtés.

### Premiers emplois
En 1404, le jeune Cyriaque entra à 14 ans comme garçon de boutique dans l'entreprise commerciale d'un de ses cousins, Piero qui pratiquait l'import-export. Le fait qu'il fût orphelin de père lui conférait un avantage aux yeux du marchand : il n'avait à se soucier que de son travail. Il apprit alors arithmétique, géométrie et cartographie. Les qualités du garçon de boutique furent telles que lorsque Piero fut nommé à une des magistratures municipales, il n'hésita pas à confier à Cyriaque, alors âgé de 16 ans, la gestion de ses biens fonciers et commerciaux. Il le fit même nommer à une des fonctions municipales (sevir ou régulateur). En 1411, il aurait exercé, pour six mois, la fonction de « consul de la mer ».
Cependant, Cyriaque désirait voyager, peut-être pour se livrer à des aventures commerciales plus lucratives. En 1412, âgé de 20 ans, il embarqua sur un navire commandé par un autre de ses cousins, Cincio de Pizzicolli, à destination d'Alexandrie. Il y exerçait la fonction de secrétaire de navire. Le navire, chargé de fruits se rendit sans escale au port égyptien. Les marchands se livrèrent alors très probablement à du commerce local car le navire toucha ensuite à Rhodes et Chios où Cyriaque devint premier secrétaire, Samos puis probablement Milet. Il y eut trois étapes sur Chypre (Famagouste, Paphos et Nicosie). Il y eut ensuite une escale à Beyrouth avant de remonter vers la Sicile par Gaète où il fut réparé. Le navire chargea alors des châtaignes et des noix à Castellammare di Stabia pour un nouveau voyage vers Alexandrie. Quand Cyriaque di Pizzicolli revint à Ancône par Raguse, il était parti depuis dix-huit mois. Il donna alors son salaire comme dot à sa sœur qui se mariait.

### Au service de la commune
De retour à Ancône, Cyriaque di Pizzicolli participa à la défense de la cité attaquée par les troupes de Galeazzo Malatesta le 7 octobre 1414. Pendant les années qui suivirent, il exerça diverses fonctions communales. Il accéda d'abord au conseil général de la cité ; vers 1414-1415, il fut élu « sevir » (membre du Collège des six Anziani (type de consul) de la Commune). Il en démissionna en 1423 mais fut réélu dès 1425.
En 1416, Cyriaque arma un navire en société. Il se rendit à Palerme pour y vendre une cargaison de sapins avant de revenir dans sa ville natale vers la fin de 1417. En septembre de l'année suivante, une petite nef armée par un parent, Pascalino Mucciarello, appareilla pour Constantinople, avec Cyriaque à son bord car il rêvait de se rendre dans cette ville.
De retour à Ancône, il entra à nouveau au service de la cité début 1420. Les comptes du consul des Florentins qui venait de mourir nécessitaient d'être réglés : seul Cyriaque di Pizzicolli semblait avoir les capacités de calcul nécessaires. De même, le légat pontifical Gabriele Condulmer avait besoin de ses services. Le légat annonça lors d'une assemblée générale le 6 novembre 1420 toute une série de réformes économiques, financières et morales dont la restauration du port ensablé. Pour cela, il avait besoin d'argent. Il décida donc de rationaliser les impôts, taxes douanières et finances de la cité. Les trois trésors qui existaient alors furent réunis en un seul et confiés à trois questeurs, parmi lesquels Cyriaque di Pizzicolli. Ce dernier se retrouva vite seul questeur (ou « ragionnaire ») après la démission de ses collègues jugeant le légat trop autoritaire. Vers 1420, il exerça pour six mois la fonction de podestat (tiré au sort parmi les Anziani) pour la commune de Varano (Ancône) (it), bourg au sud de la ville. Il fut rémunéré 30 ducats. Il accueillit à cette occasion nombre de bourgeois ancônitains fuyant la peste.
Ce fut à cette époque que Cyriaque di Pizzicolli fit sa « seconde » éducation. S'il savait le latin et s'intéressait à la littérature italienne, au point d'écrire lui aussi des poèmes, il lui manquait le grec et une bonne partie de la culture classique. Tommaso Seneca, originaire de Camerino, un des principaux maîtres de grammaire itinérants de l'époque fut recruté par la cité d'Ancône le 4 juin 1421. Seneca et Cyriaque s'entendirent sur un échange intellectuel : Seneca expliquerait l’Énéide à Cyriaque qui lui expliquerait la Divine Comédie ; de plus en plus de culture classique, mais pas encore de grec.

### Voyages en Méditerranée orientale
Cyriaque d'Ancône fit trois grands voyages en Méditerranée orientale : en 1427-1432, à travers la Syrie, l'Asie mineure et les Cyclades ; en 1435-1437, en Grèce continentale et en 1443-1448, en Asie mineure, dans les Cyclades et le Péloponnèse. Entretemps, il parcourait le nord de l'Italie et ses foires, comme en 1432-1433 ou 1442-1443.
La durée des séjours de Cyriaque en Orient semble indiquer qu'il aurait pu y travailler comme facteur au service de grandes maisons de commerce italiennes. De plus, à la différence de nombre de ses confrères qui ne travaillaient que pour une seule, il serait passé de l'une à l'autre en fonction des contrats qui lui étaient proposés. Au-delà du commerce « traditionnel » (fruits, vases, tapis, cire, alun ou esclaves), il y pratiqua aussi la recherche d'antiquités et de manuscrits anciens. En effet, Cyriaque revendait ses découvertes à son retour, aux riches collectionneurs italiens de l'époque : les Este ou Guarino Veronese à Ferrare, les Gonzague de Mantoue, les Médicis de Florence, des clients vénitiens mais aussi son ancien protecteur, devenu le pape Eugène IV.
Il n'existe aucune source permettant d'avoir une idée du chiffre d'affaires de Cyriaque. Il semble qu'il ait gagné beaucoup d'argent. Cependant, il n'y a pas de traces d'une fortune quelconque et s'il faisait commerce d'antiquités, il ne semble pas avoir eu de collection personnelle. Lorsque ses biens furent vendus après son décès, il n'est mentionné que quelques manuscrits et un buste d'Aphrodite. Il est possible que Cyriaque ait investi sa fortune dans le foncier.

#### Conditions de voyage
Les voyages alors étaient longs et ennuyeux, difficiles et dangereux. Sur terre, Cyriaque d'Ancône voyageait à cheval, même en terre musulmane ; les charrettes et chariots étaient plutôt réservés aux marchandises et guère plus confortables qu'une selle. Il n'était jamais seul mais toujours accompagné d'un esclave ou d'un affranchi, et dans les zones ottomanes d'un drogman. Cependant, Cyriaque essayait aussi de se placer au sein d'un groupe qui disposait d'une escorte, au pire d'être accompagné. Il se plaçait ainsi souvent dans la suite d'ambassadeurs, de plénipotentiaires voire de souverains, comme Jean VIII Paléologue en Italie en 1439 ou Mourad II en Thrace en 1446 (mais dans cas-là, il y avait une armée de 4 000 hommes) ; parfois, il rejoignait une troupe de pèlerins. Sinon, il se contentait de ce qu'il trouvait, comme cette troupe de montagnards qui l'escorta dans le sud du Péloponnèse en 1447. Les trains de personnalités avaient l'avantage de fournir de la nourriture de qualité, au contraire de ce qui pouvait constituer l'ordinaire des auberges. L'idéal pour Cyriaque était aux étapes de réussir à obtenir l'hospitalité soit chez un de ses correspondants commerciaux, chez un des nobles locaux ou dans un monastère. Dès son arrivée quelque part, il cherchait à rencontrer l'habitant le plus érudit ou le collectionneur local ; ainsi, Laonicos Chalcondyle fut son guide à Mistra et Sparte en août 1447].
Sur mer, deux types de navires pouvaient être employés. Pour les longs voyages, comprenant de la haute mer, Cyriaque voyageait sur des caraques : ainsi d'Ancône (ou Venise) à Alexandrie en août 1435, ou de Gênes à Bruges durant l'été 1449 ; ou sur des galères, plus rapides, comme celle utilisée pour son second voyage en Grèce (1435-1437). Pour les courtes distances, en Orient, il empruntait des caïques, comme de Coron au cap Ténare en octobre 1447.
Un des éléments nécessaires au voyage étaient les sauf-conduits. Dans les villes italiennes, il fallait la « bolletta » et se présenter au « ufficio de bollette ». Dans l'Empire ottoman, il disposait de passeports (certains lui ayant même été délivrés directement par Mourad II). Les lettres de recommandation des puissants servaient aussi à ouvrir les portes : des villes, des châteaux, des monastères, des cathédrales et de leurs trésors.
En voyage, Cyriaque se munissait aussi de ses « guides de voyage » : Homère et Virgile qu'il connaissait par cœur, Ptolémée, Pline (et la version par Caius Julius Solinus) ; pour ses derniers voyages, il avait aussi Strabon.
Les voyages dépendaient beaucoup des conditions météorologiques. Ancône interdisait à ses marins de naviguer à la « mauvaise saison » (cœur de l'hiver). Le régime des vents obligeait aussi à choisir ses itinéraires : il fallait avoir quitté Alexandrie pour l'Italie avant fin novembre et l'arrivée des vents d'ouest dominants ; durant l'été et l'automne, les vents du nord dominaient. Les naufrages étaient un risque à courir : chaque année Ancône et Venise perdaient plusieurs navires. Pirates et guerres représentaient deux autres dangers, parfois liés car les petites cités-États mélangeaient les genres. Souvent, un différend commercial dégénérait en affrontement naval : les Vénitiens appréciaient peu les droits de douane anconitains. Cyriaque choisissait ses navires en fonction du contexte : en 1430, il expédia sa marchandise (dont son esclave-concubine) sur un navire anconitain, mais sous protection familiale vénitienne ; à d'autres moments, il naviguait sur des navires génois ou catalans. Les voyages exposaient aussi aux maladies. Ainsi, entre 1438 et 1442, Cyriaque souffrit d'une maladie de peau et ce fut de la peste qu'il mourut en 1452 à Crémone.

#### Premier voyage
Au milieu des années 1420, la république de Venise était en difficultés en Méditerranée orientale : Thessalonique était menacée par les Ottomans, la Crète par les Mamelouks et Chypre par les Catalans et les Génois. Elle interdit alors à ses citoyens d'y risquer des entreprises commerciales. Zaccaria Contarini, cousin de Cyriaque d'Ancône l'engagea donc comme facteur à Chypre. À cette occasion, en 1428, il fut deux mois podestat de Famagouste, dans la Chypre génoise. Cela lui permit de se familiariser avec le droit de cette cité marchande. En 1430, après la chute de Thessalonique, Cyriaque fut remercié par son cousin et patron vénitien, qui n'avait plus besoin de ses services. Il passa alors au service de commerçants génois.

#### Dernier voyage
Au retour de son troisième voyage en Orient, Cyriaque d'Ancône entreprit en 1449 un voyage vers le nord, vers les Flandres pour lesquelles le Doge de Gênes Lodovico Fregoso lui fit des lettres de recommandation. Il semblerait qu'il fût parti pour prospecter de nouveaux marchés, anticipant la chute annoncée de Constantinople. De plus, il aurait pu se faire l'intermédiaire de l'Empereur byzantin, appelant au secours les Chrétiens d'occident. Cyriaque aurait alors essayé de les convaincre d'une nouvelle croisade. Cependant, il n'existe aucune source sur son itinéraire depuis Gênes : via la France ou la Provence, voire par la mer, l'Espagne et l'Atlantique. Sa destination devait probablement être Bruges.

#### Fonctions communales
En septembre 1437, il fut élu Anziani à Ancône. À partir de 1440, il exerça la fonction de régulateur (gestion des finances de la cité). Il négocia à ce titre le renouvellement du traité de commerce avec Raguse. En 1443, il fut envoyé comme ambassadeur auprès d'Alphonse V d'Aragon.

## Antiquité

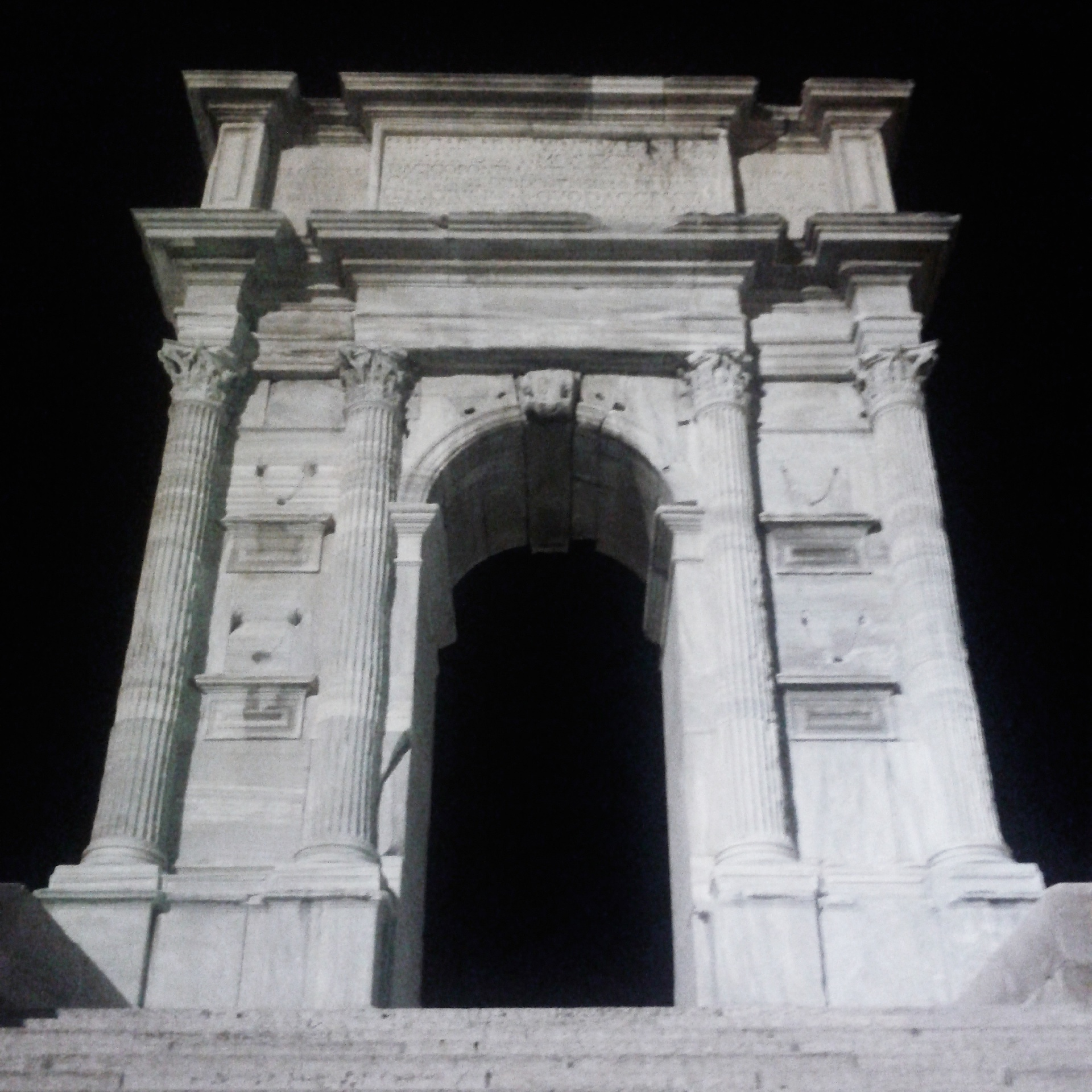

La première inscription recopiée par Cyriaque fut celle qui se trouvait sur l'arc de Trajan, à l'entrée du port d'Ancône. Il le fit au début des années 1420, au moment des travaux de désensablement du port. Il est ensuite difficile de savoir quand et où il recopia les suivantes. Il est probable que cela ait eu lieu entre 1421 et août 1423, soit à Ancône soit à Pula alors qu'il était en route pour Venise, peut-être pour y apprendre le grec. Lors de son séjour à Rome en décembre 1425, chez Gabriele Condulmer, il étudia les monuments antiques et copia nombre d'inscriptions.
Cyriaque tenait un journal détaillé, en latin, de ses pérégrinations, les Commentaria, où il notait aussi bien les lieux qu'il visitait que les personnages importants qu'il rencontrait. Il l'illustrait parfois de croquis des monuments qu'il voyait (par exemple Sainte-Sophie de Constantinople), et transcrivait les inscriptions qu'il pouvait déchiffrer. C'était aussi un collectionneur de manuscrits grecs et latins, dont il recopiait des extraits.
Cyriaque d'Ancône se croyait investi d'une mission : sauver les antiquités, condamnées à disparaître. Ce marchand-voyageur italien s'intéressa plus à l'archéologie qu'au commerce ou à la diplomatie. Durant ses nombreuses visites en Grèce, il essaya de dessiner et recopier le plus d'antiquités et d'inscriptions possibles. En 1436, il résida sur l'Acropole où il dessina le fronton Ouest du Parthénon. Ses nombreux dessins permettent de se rendre compte de l'évolution des dégradations entre le XVe siècle et le retour des voyageurs deux siècles plus tard. Ses Antiquarum Rerum Commentaria sont presque intégralement perdus, de plus, Cyriaque n'était pas toujours fiable dans ses localisations ou ses identifications.
L'activité de Cyriaque d'Ancône ne fut pas interrompue par la conquête turque puisqu'il travailla sous la protection du Sultan, dont il aurait même été le secrétaire.[réf. nécessaire]
Cette œuvre imposante est perdue pour la plus grande partie et il ne subsiste plus de l'original qu'une petite partie sur ses voyages dans le Péloponnèse en 1447-1448, ainsi que des extraits de ses voyages en Grèce en 1435-1437.

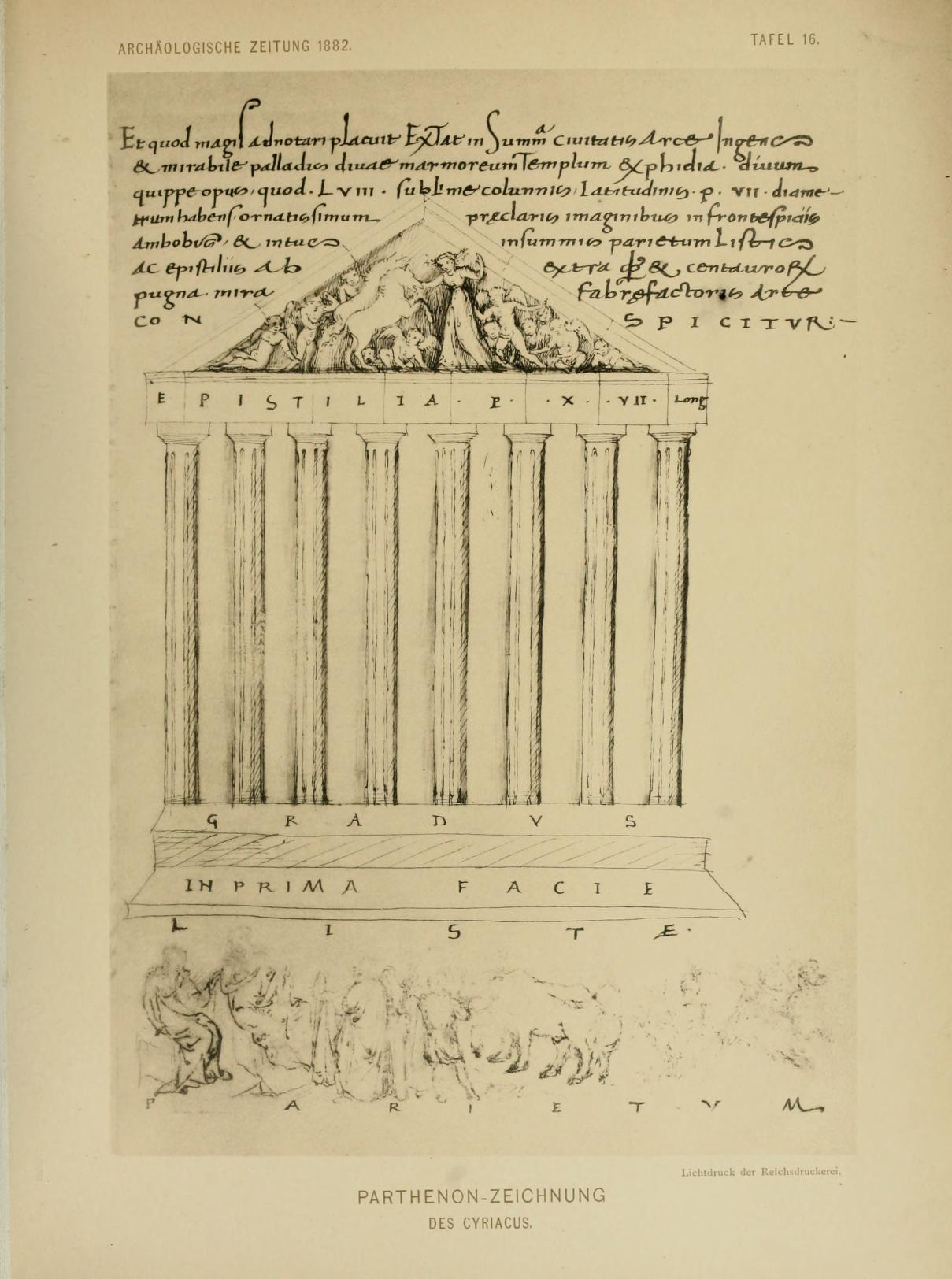
Le Parthénon par Cyriaque d'Ancône. 1436

Il forma Felice Feliciano à l'épigraphie.

## Œuvres
- Lettere inedite. Flori e Biagini, 1896
- Itinerarium. Florence, 1742 ; Bologne 1969 ; Messine, 1996
- Commentariorum Cyriaci Anconitani nova fragmenta notis illustrata, 1763
- Inscriptiones: seu Epigrammata græca et latina reperta per Illyricum a Cyriaco Anconitano apud Liburniam, designatis locis, ubi quæque inventa sunt cum descriptione itineris. Rome, 1664